# Paralelo 32 N
O Paralelo 32 N é o paralelo no 32° grau a norte do plano equatorial terrestre.
A esta latitude o Sol é visível durante 14 horas e 15 minutos durante o solstício de verão e durante 10 horas e 3 minutos durante o solstício de inverno.
Começando pelo Meridiano de Greenwich e tomando a direção leste, o paralelo 32° Norte passa por:
| País, território ou mar | Notas                                                                                      |
| ----------------------- | ------------------------------------------------------------------------------------------ |
| Argélia                 |                                                                                            |
| Tunísia                 |                                                                                            |
| Líbia                   |                                                                                            |
| Mar Mediterrâneo        | Golfo de Sidra                                                                             |
| Líbia                   |                                                                                            |
| Mar Mediterrâneo        |                                                                                            |
| Israel                  |                                                                                            |
| Cisjordânia             | Controlada por Israel e Palestina                                                          |
| Jordânia                |                                                                                            |
| Arábia Saudita          |                                                                                            |
| Iraque                  |                                                                                            |
| Irão                    |                                                                                            |
| Afeganistão             |                                                                                            |
| Paquistão               |                                                                                            |
| Índia                   |                                                                                            |
| Território disputado    | Reclamado por Índia e China                                                                |
| China                   |                                                                                            |
| Mar da China Meridional |                                                                                            |
| Japão                   | Ilha de Kyūshū                                                                             |
| Oceano Pacífico         |                                                                                            |
| México                  | Baja California Sonora                                                                     |
| Estados Unidos          | Arizona Novo México Fronteira Novo México / Texas Louisiana Mississippi Alabama Geórgia    |
| Oceano Atlântico        | Passa a sul da Bermudas · Passa a sul das Ilhas Desertas, Arquipélago da Madeira, Portugal |
| Marrocos                |                                                                                            |
| Argélia                 |                                                                                            |